# Viktor von Liebe
Viktor von Liebe (* 5. September 1838 in Wolfenbüttel; † 13. September 1906 in Berlin) war ein deutscher Reichsgerichtsrat.

## Leben
Sein Vater, Friedrich von Liebe, war Bundesbevollmächtigter Braunschweigs in der Frankfurter Nationalversammlung und hat 1847 die Allgemeine Deutsche Wechselordnung miterarbeitet. 1859 hat von Liebe die erste juristische Prüfung mit gut bestanden. 1860 war er Auditor in Riddagshausen und bei der Staatsanwaltschaft Braunschweig. 1864 bestand er sein Referendarsexamen mit gut. Danach arbeitete er am Stadtgericht Braunschweig. 1869 erfolgte seine Ernennung zum Assessor. Er war dann tätig als Stadtgerichtssekretär in Braunschweig, dann 1873 als Kreisgerichtssekretär in Wolfenbüttel, und 1874 als Obergerichtssekretär. Viktor von Liebe wurde 1875 Kreisrichter in Wolfenbüttel. Dann wurde er als Hilfskraft in die 1. BGB-Kommission abgeordnet. Dort ging er Reinhold Johow und Gottfried Schmitt zur Hand, indem er den Mecklenburger Karl Martini (1845–1907) ersetzt hatte. 1889 trat er mit dem Ende der 2. Kommission in das Reichsgericht ein. 1897 ging er in Pension.

## Schriften
- Der abstrakte obligatorische Vertrag im modernen Rechte. In: Julius Albert Gruchot (Hrsg.): Beiträge zur Erläuterung des deutschen Rechts. Jahrgang 28 = 3. Folge Jahrgang 8, 1884, S. 547 (MPIER-Digitalisat).
- Der Besitz als Recht in thesi. Civilistische Abhandlung. Braunschweig 1876.
- Sachenrechtliche Erörterungen zu dem Entwurfe eines bürgerlichen Gesetzbuches für das Deutsche Reich. Leipzig 1891 (MPIER-Digitalisat).